# Estádio de São Miguel
O Estádio de São Miguel é um estádio de futebol português situado em Ponta Delgada, na ilha de São Miguel, Açores. Inaugurado em 1930, é atualmente propriedade do Governo Regional dos Açores, sendo usado para os jogos da equipa principal do Santa Clara. Tem uma capacidade para 12 500 espetadores e o campo de futebol mede 105 metros por 68.

## História
O estádio foi concluído em 1930, tendo o primeiro jogo de futebol sido marcado para essa época.
O estádio está aprovado pela UEFA, podendo competir na competições europeias, e é a casa da Seleção Açoriana de Futebol. A Seleção Nacional de Portugal já disputou jogos no estádio, o último dos quais uma vitória amigável por 2-0 sobre o Egito, com lotação a esgotada.
Na época 2008/09, foram efetuadas obras de remodelação do estádio, com melhoria da iluminação, remodelação das bancadas, novo relvado e melhoramentos nas zonas de descanso. Para a época 2013/14, foram também previstas obras de remodelação e despesas, que incluíram: melhorias e intervenções nas torres de iluminação e requalificação dos espaços exteriores do estádio, respetivamente.

## Eventos Desportivos

### Seleção Nacional de Portugal
| # | Data       | Resultado | Oponente   | Oponente   | Competição       | Espectadores |
| - | ---------- | --------- | ---------- | ---------- | ---------------- | ------------ |
| 1 | 19/08/1998 | 2–1       | Moçambique | Moçambique | Partida amistosa | 15 000       |
| 2 | 17/08/2005 | 2–0       | Egito      | Egito      | Partida amistosa | 13 000       |